# Shame (Film)
Shame (englisch für Schande, Scham) ist ein Spielfilm des britischen Regisseurs Steve McQueen aus dem Jahr 2011. Das Drama basiert auf einem Originaldrehbuch von McQueen und Abi Morgan und stellt einen jungen sexsüchtigen New Yorker Geschäftsmann in den Mittelpunkt, dessen Leben durch den Besuch seiner Schwester aus den Fugen gerät.

## Handlung
Der attraktive Brandon ist Mitte 30, lebt in New York und hat einen gutbezahlten Job in der Werbebranche. Er tritt kultiviert, freundlich und elegant auf. Sein Umfeld ahnt nicht, dass Brandon sexsüchtig ist und sich immer mehr in seiner Beschäftigung mit Pornographie verliert. Er bestellt sich Prostituierte in seine Wohnung, hat mit einer weiblichen Bar-Bekanntschaft Sex im Freien, masturbiert unter der Dusche und auf der Bürotoilette und sieht sich sogar an seinem Arbeitsplatz Pornos im Internet an. Gleichzeitig hat Brandon Angst vor Intimität.
Zu Beginn des Films fährt Brandon in der U-Bahn und nimmt mit einer fremden, einer Ring tragenden Frau Blickkontakt auf. Sie ist zunächst offenbar von ihm angetan, verlässt aber an der Haltestelle fluchtartig die U-Bahn. Brandon folgt ihr, verliert sie aber im Gedränge der Station. Auf seinem Anrufbeantworter finden sich Nachrichten seiner Schwester, die Brandon dringend bittet, sich zu melden, da sie angeblich an Krebs leide und nur noch kurze Zeit zu leben habe. Brandon reagiert jedoch nicht darauf.
Eines Tages erhält Brandon unerwarteten Besuch seiner jüngeren, psychisch labilen Schwester Sissy, mit der ihn eine schwierige Kindheit verbindet. Ebenso einsam wie ihr Bruder, gesteht sich Sissy den Schmerz darüber jedoch offen ein und hofft darauf, dass sich Brandon um sie kümmert. Brandon lässt sie einige Tage in seinem Appartement auf dem Sofa übernachten, unter der Bedingung, dass sie sich nicht in sein Leben einmischt. Die Sängerin, der der große Erfolg bisher verwehrt geblieben ist, interpretiert in einem Nachtclub, den Brandon und sein Vorgesetzter David besuchen, den Frank-Sinatra-Song New York, New York auf eine so traurige Weise, dass Brandon die Tränen kommen. Anschließend verbringt sie mit dem verheirateten David die Nacht in Brandons Wohnung. Dies verärgert und frustriert Brandon. Er lässt sich auf eine Verabredung mit der Arbeitskollegin Marianne ein. Diese ist erstaunt darüber, dass Brandons längste Beziehung nicht länger als vier Monate gehalten hat und er keinen Sinn in längeren Bindungen erkennen will. Sie hingegen scheint an einer ernsthaften Beziehung interessiert zu sein. Nachdem Sissy ihn beim Masturbieren überrascht und Cybersex-Kontakte auf seinem Computer gefunden hat, entsorgt er seine umfangreiche Pornosammlung und seinen Laptop.
Brandon überredet Marianne, mit ihm mitten am Tag in ein Hotel zu gehen. Aber der Sex mit ihr misslingt ihm. Stattdessen hat er kurze Zeit später Sex mit einer Prostituierten auf demselben Hotelzimmer. Brandon wirft seine Schwester aus der Wohnung und gibt sich nun noch exzessiver seiner Sucht hin. In einer Bar versucht er auf eine sehr direkte Art und Weise eine junge Frau zu verführen. Anschließend provoziert er deren Freund und wird von ihm zusammengeschlagen. Nachdem er in einem Club, den er kennt, vom Türsteher abgewiesen worden ist, besucht er einen Schwulenclub und hat Sex mit einem Unbekannten. Danach hat er Sex mit zwei Frauen. Nach dieser Nacht sexueller Eskapaden hört er, dass seine Schwester ihm – nach erfolglosen Versuchen, ihn telefonisch zu erreichen – auf seinem Anrufbeantworter eine Nachricht hinterlassen hat mit dem Hinweis, dass sie beide keine schlechten Menschen seien, sondern nur von einem schlechten Ort kämen. Als er sie telefonisch nicht erreichen kann, rennt Brandon nach Hause, wo er Sissy mit aufgeschnittenen Pulsadern vorfindet. Sie kann gerettet werden und wird in ein Krankenhaus gebracht.
Am Morgen sinkt Brandon am Ufer des Hudson weinend auf die Knie. In der U-Bahn nimmt er erneut Blickkontakt mit derselben fremden Frau auf. Mit ihren Augen sendet sie ihm ein Signal, ihr zu folgen. Als sie aufgestanden ist und alleine an der Wagentür steht, um den Zug zu verlassen, bleibt Brandon mit unbewegtem Blick sitzen. Dann blendet der Film ab.

## Produktion

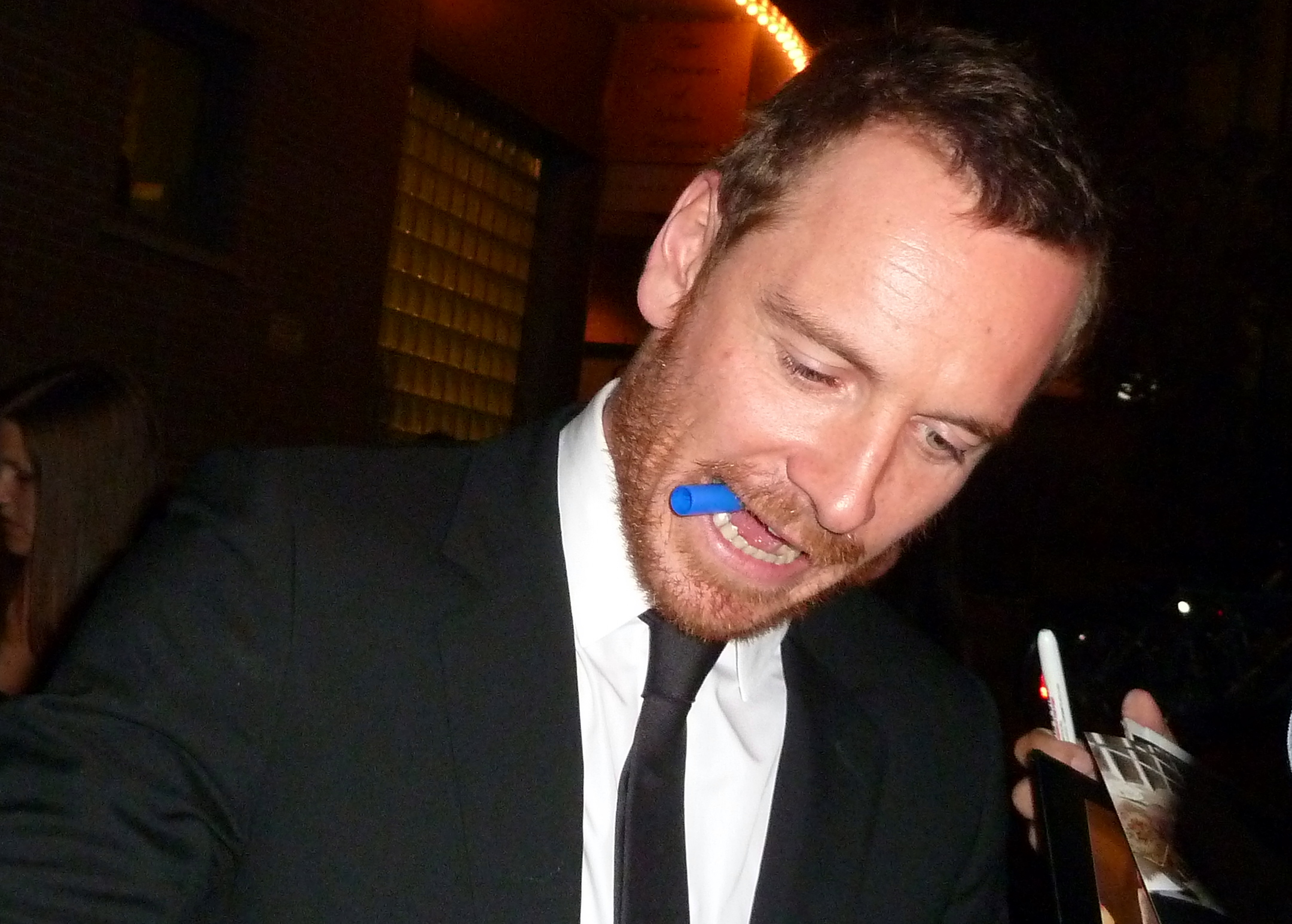
Michael Fassbender bei der Vorstellung des Films in Toronto

In seinem zweiten Film nach Hunger (2008) vertraute McQueen wieder dem deutsch-irischen Schauspieler Michael Fassbender die männliche Hauptrolle an. „Für mich hat Michael Fassbender die Schauspielerei verändert. Er ist der einzige, der für mich in Frage kommt. Ich habe viele Schauspieler gesehen und die spielen einfach. Mit Michael ist das anders. Er spielt nicht, er fühlt“, so der Regisseur. Der Titel des Films spielt auf die Scham an, die viele der von McQueen im Vorfeld interviewten Männer nach dem Sex empfunden hätten. „[...] um dieses Gefühl loszuwerden, machen sie [die Männer] einfach weiter. Es ist wie ein Sog, von dem sie sich nicht befreien können“, so McQueen. New York habe er als 24-Stunden-Stadt von „Exzess und Zugang“ („excess and access“) gesehen und die Handlung darum in die Vereinigten Staaten verlegt. Sowohl Hunger als auch Shame seien Filme über „Politik und Freiheit“. „Hunger handelte von einem Mann ohne Freiheit, der seinen Körper als politisches Instrument nutzte und durch diesen Akt seine eigene Unabhängigkeit kreierte. Shame betrachtet eine Person, die all die westlichen Freiheiten besitzt und durch ihre offensichtliche sexuelle Freizügigkeit ihr eigenes Gefängnis erschafft“, so McQueen.
Die Uraufführung von Shame erfolgte im Wettbewerb der 68. Internationalen Filmfestspiele von Venedig. Der Film kam in Großbritannien am 13. Januar, in Deutschland am 1. März 2012 in die Kinos. Der Film wurde von den beiden britischen Produktionsunternehmen See-Saw Films und Film4 kofinanziert und vom UK Film Council unterstützt.

## Rezeption
Uraufführung von Shame war am 4. September 2011 auf den 68. Filmfestspielen von Venedig. Dem Film wurde vor allem große Anerkennung für die Schauspielleistungen seiner beiden Hauptdarsteller Michael Fassbender und Carey Mulligan zuteil. Fassbender wurde häufig als Mitfavorit auf den Darstellerpreis genannt, der Film zum Favoritenkreis auf den Goldenen Löwen gezählt.

### Britische Pressestimmen
Die britische Zeitung The Guardian lobte den Film für seine „beeindruckenden Schauspielleistungen“ und Carey Mulligans „unvergessliche Darbietung“ von New York, New York. Der Evening Standard stellte die Schauspielleistung von Michael Fassbender heraus. McQueens Regie sei „ohne Zweifel kraftvoll und ohne Kompromisse“, vor allem während der Sexszenen. Beanstandet wurden die wenigen Hinweise auf den Ursprung von Brandons „sexuellem Gefängnis“, die offenbar in der Vergangenheit der Geschwister zu suchen seien. Laut dem Daily Telegraph würden die beiden Drehbuchautoren McQueen und Morgan nicht moralisieren. Single-Bars, Dating-Rituale und Sexclubs würden im Film „infernalisch“ dargestellt. McQueen sei ein „hochbegabter Filmemacher“ und nutze jede Einstellung mit „seltenem Elan“. Der Film werde sich „ohne Zweifel für viele Mägen als zu stark“ erweisen. Die Schauspielleistungen seien „makellos“. Independent Extra verglich die Figur des Brandon mehr mit dem Antihelden Travis Bickle aus Taxi Driver als mit Casanova. Fassbender erinnere in seiner physischen Intensität an das beste amerikanische Method Acting. Der Film selbst sei in kühlen, strengen Bildern aufgenommen, „zermürbend“ und enthalte wenig Dialoge. Frustrierend sei, dass das Drehbuch wenig Hintergrund zu Brandons Figur oder seinen Eltern liefere, die Rückschlüsse auf den Ursprung seines Verhaltens zuließen.

### Deutschsprachige Medien
Laut Dietmar Dath (Frankfurter Allgemeine Zeitung) enthalte Shame im Gegensatz zu Hunger keine Formkühnheiten, das erneute Vertrauen zum Hauptdarsteller sei aber gerechtfertigt. Der Film sei eine „stilsichere Exkursion in die nackte Verzweiflung“. McQueen setze die durchkomponierten Bilder „unaufdringlich und subtil, in einem ganz natürlichen Fluss“, so Susan Vahabzadeh (Süddeutsche Zeitung). Die im Film auftauchenden Menschen würden häufig hinter Glas gezeigt – der Regisseur schaue dem Publikum dabei zu, wie diesem die Freiheit zwischen den Fingern zerrinne. Nach Daniel Kothenschulte von der Frankfurter Rundschau liege eine Stärke des „meisterhaften Dramas“ darin, nicht zu moralisieren und in der erstaunlichen „Sinnlichkeit, in der hier die Abwesenheit von Gefühlen vermittelt“ werde. Susanne Ostwald (Neue Zürcher Zeitung) bemerkte statische, nüchterne Filmbilder, wodurch die „Glanzleistungen“ der beiden Schauspieler Michael Fassbender und Carey Mulligan in den Vordergrund treten würden. McQueens zweiter Film sei „eine eindringliche Studie über Einsamkeit und schleichende Verzweiflung“. Als „Unterseite von Sex and the City: ein Film über die Stadt New York als Kapitale des zwanghaften Datings und der After-Work-Fucks“ interpretierte den Film Katja Nicodemus (Die Zeit). Brandons Lebenskonstruktion sei „ein System aus Kontrolliertheit, fast autistischer Introvertiertheit und manischer sexueller Aktivität“, eine „Studie eines durch Obsession überlagerten Schmerzes“. Auch Wolfgang Höbel (Spiegel Online) betitelte Brandon als „Porno-Autisten“, als Figur, die in ihrem Inneren vollkommen von ihren Sexualphantasien okkupiert sei, ohne Mitgefühl und Selbstbestimmung. Der Film verfüge über zahlreiche Sexszenen, die mit „großer Kunst“ und „Kälte“ arrangiert seien. Ebenso wies Christiane Peitz (Der Tagesspiegel) auf den sehr „freudlos“ dargestellten Sex hin, den sie als Ausdruck einer existenziellen Verzweiflung und emotionalen Impotenz deutete, die offenbar ihren Ursprung in der Kindheit der Figur habe, die aber „klugerweise“ ausgespart bleibe. Brandons Erstarrung breche nur für einen Moment, bei der New York, New York-Interpretation seiner Schwester, auf.
In dem Psychodrama würden sich laut Anke Westphal (Berliner Zeitung) „Bedürftigkeit und Zurückweisung, Manipulation und Analyse fatal stützen“. Shame vermöge seine kalte Spannung nicht immer zu halten, während Fassbender ein Favorit für den Darstellerpreis sei. Eine der wenigen negativen Stimmen war jene von Cristina Nord (die tageszeitung). Nord bewertete den Film als „weichgespülte Version von Bret Easton Ellis' Roman American Psycho“. Nacktheit und Sexszenen seien kalkuliert und würden den Zuschauer verdrießen.

## Auszeichnungen
Shame gewann bei den Filmfestspielen von Venedig den Darstellerpreis Coppa Volpi für Michael Fassbender, den FIPRESCI-Preis, den Premio Arca Cinema Giovani sowie den Premio CinemAvvenire. Fassbender gewann außerdem die Preise des National Board of Review, der Los Angeles Film Critics Association, den British Independent Film Award, den Online Film Critics Society Award und eine Golden-Globe-Nominierung. Carey Mulligan wurde im selben Jahr mit dem Hollywood Film Award als beste Nebendarstellerin des Jahres ausgezeichnet, ebenso für ihre Leistung in Drive. 2012 folgten fünf Nominierungen für den Europäischen Filmpreis als bester Film, beste Regie, Darsteller, Kamera und Schnitt. Kameramann Sean Bobbitt und Filmeditor Joe Walker gewannen die Preise.
2016 belegte Shame bei einer Umfrage der BBC zu den 100 bedeutendsten Filmen des 21. Jahrhunderts den 81. Platz.

## Synchronisation
Die deutsche Synchronfassung entstand unter der Federführung von Christa Kistner Synchronproduktion GmbH, Potsdam, nach dem Dialogbuch von Dr. Beate Klöckner, die auch Dialogregie führte.
| Darsteller         | Rolle            | Synchronsprecher   |
| ------------------ | ---------------- | ------------------ |
| Michael Fassbender | Brandon Sullivan | Norman Matt        |
| Carey Mulligan     | Sissy Sullivan   | Vera Teltz         |
| James Badge Dale   | David Fisher     | Dennis Schmidt-Foß |
| Nicole Beharie     | Marianne         | Anja Stadlober     |
| Rachel Farrar      | Rachel           | Judith Hoersch     |